# Nerone fatto Cesare
Nerone fatto Cesare er en tabt opera med betegnelsen dramma per musica af Antonio Vivaldi.

## Opførelseshistorie
Operaen blev uropført på Teatro Sant'Angelo i Venedig under karnevallet i 1715. Den blev genopført (med mange nye arier) på Accademia i Brescia under karnevallet i 1716.

## Roller
| Rolle                      | Stemmetype | Originalbesætning, 1715 |
| -------------------------- | ---------- | ----------------------- |
| Zelto                      |            | Florido Matteucci       |
| Seneca                     |            | Antonio Francesco Carli |
| Pallante Ministro          |            | Andrea Pacini           |
| Ate Liberta                |            | Francesco Natali        |
| Gusmano, ambassadør        |            | Francesco Natali        |
| Tigrane, konge af Armenien |            | Elisabetta Denzio       |
| Nerone, hans søn           |            | Anna Maria Fabbri       |
| Agrippina Imperatrix       |            | Margherita Ingualandi   |